# بیل کلیری
بیل کلیری (انگلیسی: Bill Cleary؛ زادهٔ ۱۹ اوت ۱۹۳۴) بازیکن هاکی روی یخ اهل ایالات متحده آمریکا است.